# Kalmarsundskommissionen
Kalmarsundskommissionen är en svensk kommission tillsatt av kommunstyrelsen i Kalmar, den 21 juni 2006. Syftet med kommissionen är att ta fram konkreta planer för en förbättrad vattenmiljö i Kalmarsund. Ordförande i kommissionen är Olof Johansson och övriga ledamöter är experter inom området från Högskolan i Kalmar samt andra nyckelpersoner verksamma inom Länsstyrelsen i Kalmar län, Kalmar kommun och LRF sydost. Kommissionen överlämnade sin slutrapport i juni 2007. 